# ギターリゾネーター

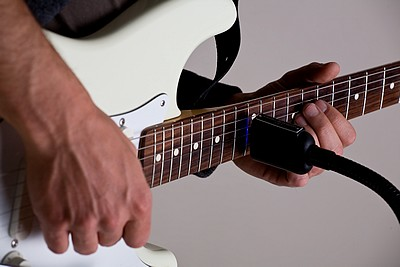
ギターリゾネータ

ギターリゾネーター（Guitar Resonator）は、フィードバック奏法に用いられるエレキギター用のエフェクターである。
スタンド上部にあるストリング・ドライバーからの磁場によって、一本または複数の弦を振動させる。Vibesware Companyから発売されている。
フィードバックは、当初は望まれない雑音であったが、1950年代始め頃から意図的なエフェクトとして音楽史に受け入れられるようになった。ジェフ・ベックやピート・タウンゼンド、ジミ・ヘンドリックスなどのギタリスト達が、ギターをアンプに近づけることで故意にフェードバックを使用するようになり、フィードバック奏法はロック音楽の代表的な特徴となった。1970年代には、初のフィードバック装置であるE-Bow （弦の磁気振動によりフィードバックを産み出す装置）が市場に登場した。

## 作用の原理（仕組み）
- ストリング・ドライバーへのインプット（入力）はピックアップからの電気信号である。
- ストリング・ドライバーは弦の振動を増幅させ、フィードバックのループを作り出し、アンプの音量が高い時に生まれるアコースティックのフィードバックと同様のハーモニクスを生み出す。
- フィードバックのハーモニクスは、装置のセッティングや、振動弦におけるポジション、弾く強さといった要素を変えることでコントロールできる。

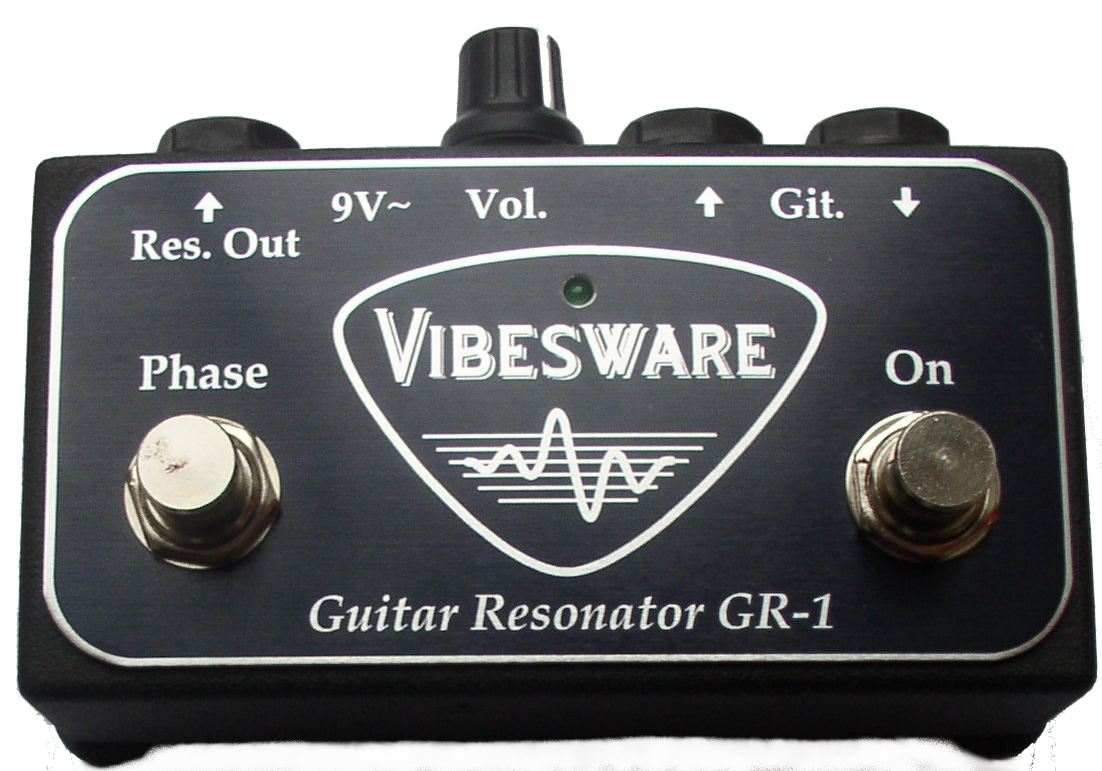
ギターリゾネータのドライバーボックス

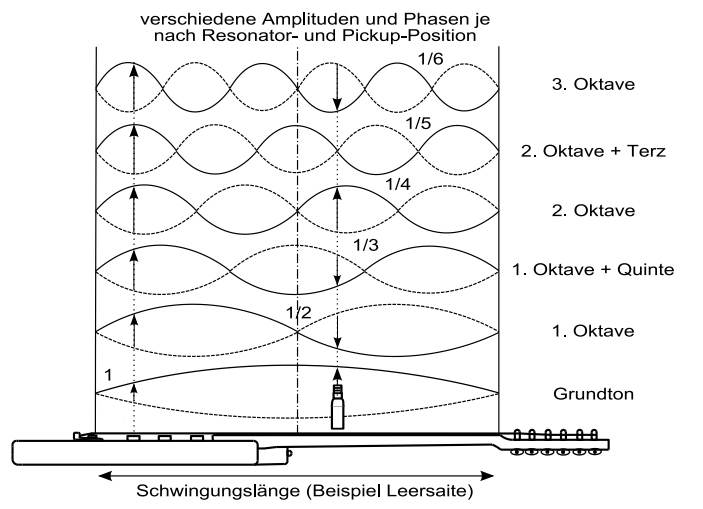
ハーモニクスのコントロール(制御)：回路の周波数は弦のポジションや弾く強さなどで変わる

## 演奏テクニック
通常通り両手で演奏しながら、ドライバーに近づくことでフィードバックをコントロールする。フィードバックの開始や停止は弦との距離によって決まる。ハーモニクスは、ドライバーを当てるフレットの位置を変えることで変更できる。

## 使用例
ギターリゾネータを使用する著名ギタリスト
- ウリ・ジョン・ロート: Under A Dark Sky (Benediction u.a.)
- Saga (Band): The Human Condition (Avalon u.a.)